# Olympische Sommerspiele 2004/Teilnehmer (Jamaika)
| Gelbes Symbol für Goldmedaillen mit stilisierten Olympischen Ringen | Graues Symbol für Silbermedaillen mit stilisierten Olympischen Ringen | Braundes Symbol für Bronzemedaillen mit stilisierten Olympischen Ringen |
| ------------------------------------------------------------------- | --------------------------------------------------------------------- | ----------------------------------------------------------------------- |
| 2                                                                   | 1                                                                     | 2                                                                       |

Jamaika nahm an den Olympischen Sommerspielen 2004 in Athen, Griechenland, mit einer Delegation von 47 Sportlern (22 Männer und 25 Frauen) teil.

## Medaillengewinner
Mit zwei gewonnenen Gold-, einer Silber- und zwei Bronzemedaillen belegte das Team Jamaikas Platz 34 im Medaillenspiegel.

### Gold
| Name(n)                                                                | Sportart       | Wettkampf             |
| ---------------------------------------------------------------------- | -------------- | --------------------- |
| Veronica Campbell-Brown                                                | Leichtathletik | Frauen, 200 Meter     |
| Tayna Lawrence, Sherone Simpson, Aleen Bailey, Veronica Campbell-Brown | Leichtathletik | Frauen, 4 × 100 Meter |

### Silber
| Name(n)         | Sportart       | Wettkampf        |
| --------------- | -------------- | ---------------- |
| Danny McFarlane | Leichtathletik | 400 Meter Hürden |

### Bronze
| Name(n)                                                               | Sportart       | Wettkampf             |
| --------------------------------------------------------------------- | -------------- | --------------------- |
| Veronica Campbell-Brown                                               | Leichtathletik | Frauen, 100 Meter     |
| Novlene Williams-Mills, Michelle Burgher, Nadia Davy, Sandie Richards | Leichtathletik | Frauen, 4 × 400 Meter |

## Teilnehmer nach Sportarten

### Badminton
- Nigella Saunders
Frauen, Einzel: 17. Platz

### Leichtathletik
- Asafa Powell
100 Meter: 5. Platz
200 Meter: Halbfinale

- Michael Frater
100 Meter: Halbfinale
4 × 100 Meter: Vorläufe

- Dwight Thomas
100 Meter: Halbfinale
4 × 100 Meter: Vorläufe

- Christopher Williams
200 Meter: Halbfinale

- Usain Bolt
200 Meter: Vorläufe

- Brandon Simpson
400 Meter: 5. Platz

- Davian Clarke
400 Meter: 6. Platz
4 × 400 Meter: Vorläufe

- Michael Blackwood
400 Meter: 8. Platz
4 × 400 Meter: Vorläufe

- Maurice Wignall
110 Meter Hürden: 4. Platz

- Richard Phillips
110 Meter Hürden: Viertelfinale

- Chris Pinnock
110 Meter Hürden: Viertelfinale

- Danny McFarlane
400 Meter Hürden: Silber

- Kemel Thompson
400 Meter Hürden: Halbfinale

- Dean Griffiths
400 Meter Hürden: Halbfinale

- Patrick Jarrett
4 × 100 Meter: Vorläufe

- Winston Smith
4 × 100 Meter: Vorläufe

- Michael Campbell
4 × 400 Meter: Vorläufe

- Jermaine Gonzales
4 × 400 Meter: Vorläufe

- James Beckford
Weitsprung: 4. Platz

- Claston Bernard
Zehnkampf: 9. Platz

- Maurice Smith
Zehnkampf: 14. Platz

- Veronica Campbell-Brown
Frauen, 100 Meter: Bronze 
Frauen, 200 Meter: Gold 
Frauen, 4 × 100 Meter: Gold

- Aleen Bailey
Frauen, 100 Meter: 5. Platz
Frauen, 200 Meter: 4. Platz
Frauen, 4 × 100 Meter: Gold

- Sherone Simpson
Frauen, 100 Meter: 6. Platz
Frauen, 4 × 100 Meter: Gold

- Beverly McDonald
Frauen, 200 Meter: Halbfinale
Frauen, 4 × 100 Meter: Gold

- Novlene Williams
Frauen, 400 Meter: Halbfinale
Frauen, 4 × 400 Meter: Bronze

- Nadia Davy
Frauen, 400 Meter: Vorläufe
Frauen, 4 × 400 Meter: Bronze

- Allison Beckford
Frauen, 400 Meter: Vorläufe

- Michelle Ballentine
Frauen, 800 Meter: Halbfinale

- Lacena Golding-Clarke
Frauen, 100 Meter Hürden: 5. Platz

- Delloreen Ennis-London
Frauen, 100 Meter Hürden: Halbfinale

- Brigitte Foster
Frauen, 100 Meter Hürden: Vorläufe

- Debbie-Ann Parris
Frauen, 400 Meter Hürden: Halbfinale

- Shevon Stoddart
Frauen, 400 Meter Hürden: Vorläufe

- Patrina Allen
Frauen, 400 Meter Hürden: Vorläufe

- Tayna Lawrence
Frauen, 4 × 100 Meter: Gold

- Michelle Burgher
Frauen, 4 × 400 Meter: Bronze

- Sandie Richards
Frauen, 4 × 400 Meter: Bronze

- Ronetta Smith
Frauen, 4 × 400 Meter: Bronze

- Trecia Smith
Frauen, Dreisprung: 4. Platz

- Kim Barrett
Frauen, Kugelstoßen: 27. Platz

### Schießen
- Dawn Kobayashi
Frauen, Luftgewehr: 41. Platz

### Schwimmen
- Jevon Atkinson
50 Meter Freistil: 51. Platz

- Alia Atkinson
Frauen, 50 Meter Freistil: 44. Platz
Frauen, 100 Meter Brust: 32. Platz

- Angela Chuck
Frauen, 100 Meter Freistil: 39. Platz

- Janelle Atkinson
Frauen, 200 Meter Freistil: 30. Platz
Frauen, 400 Meter Freistil: 28. Platz